# Wolfgang Schmid (Statistiker)
Wolfgang Schmid (* 6. August 1956 in Geislingen an der Steige) ist ein deutscher Mathematiker und Professor für Statistik an der Europa-Universität Viadrina in Frankfurt (Oder).

## Leben und Wirken
Wolfgang Schmid beendete 1982 sein Mathematik-Studium an der Universität Ulm mit der Diplomarbeit Schätzung der Ableitung einer Dichte mittels eines geglätteten Histogramms. 1984 wurde er mit der Arbeit Lokalisierung von Ausreißern bei autoregressiven Prozessen zum Dr. rer. nat promoviert. Im Jahr 1991 wurde er mit der Arbeit Ausreißertests und Ausreißeridentifikation bei Zeitreihen habilitiert und erlangte die venia legendi für Mathematik.
Von 1982 bis 1995 arbeitete Wolfgang Schmid in der Abteilung für Stochastik der Universität Ulm. Im Wintersemester 1991/1992 hielt er eine Vorlesung an der Universität Trier und im Wintersemester 1994/1995 an der Universität Stuttgart.
Seit 1995 ist er ordentlicher Professor an der Europa-Universität Viadrina und Inhaber des Lehrstuhles „Quantitative Methoden, insbesondere Statistik“.
Wolfgang Schmid ist Autor oder Mitautor zahlreicher wissenschaftlicher Publikationen, die in internationalen Fachzeitschriften wie Annals of Statistics, Journal of Multivariate Analysis, Journal of Econometrics und European Journal of Operational Research veröffentlicht wurden.
Er ist Mitglied im Herausgeberbeirat der Zeitschrift AStA Advances in Statistical Analysis und Mitherausgeber der Zeitschrift Sequential Analysis. Seine aktuellen Forschungsgebiete sind die Statistische Analyse von Finanzmärkten, die Statistische Prozesskontrolle und die Umweltstatistik.
Von 2012 bis 2020 war er Vorsitzender der Deutschen Statistischen Gesellschaft.